# 전성배
전성배(활동명: 건진법사)는 대한민국의 승려로, 윤석열의 측근으로 알려진 인물이다.

## 생애
서울특별시 역삼동에 법당을 차리고 무속활동을 했으며,  ‘일광조계종’ (조계종과 무관) 총무원장 등의 직함으로 대외활동을 했다. 2014년경 김건희의 회사인 코바나콘텐츠에서 고문으로 근무했다. 2018년 9월 충청북 충주에서 가죽을 벗긴 소 사체를 제물로 올린 '수륙대재 및 국태민안등불축제'를 개최했다.

## 활동
2022년 1월 17일 《세계일보》는 건진법사가 대한민국 제20대 대통령 선거 당시 윤석열 국민의힘 후보 캠프에서 고문으로 일하며 인재영입을 담당하고 있으며, 그 외에도 메시지와 일정, 인사에 관여한다고 보도했다. 이에 대해 이준석 당시 국민의힘 당대표는 실제 의사결정에 참여한 바는 없는 것으로 파악했다고 밝혔다. 1월 18일 윤석열 후보는 건진법사가 활동했던 네트워크본부 자체를 해산하기로 결정했다.  이후 윤석열이 대통령으로 당선되고 난 뒤 이권에 개입하고 다닌다는 소문이 돌자 대통령실은 공직기강비서관실을 통해 사실관계를 확인해 조치를 취할 예정이라고 밝혔다. 2024년 12월 17일 서울남부지방검찰청 가상자산범죄 합동수사단은 제7회 전국동시지방선거 당시 자유한국당 소속 여러 정치인에게서 불법 정치자금을 받은 혐의로 검찰에 체포되었으나, 서울남부지방법원이 이후 구속영장을 기각하면서 석방되었다. 1월 10일정치자금법 위반 혐의로 불구속 기소되었다.